# Traktorwieltje
Het traktorwieltje (Gyraulus crista) is een slakkensoort uit de familie Planorbidae. De wetenschappelijke naam van de soort is gepubliceerd in 1758 door Linnaeus in de tiende editie van Systema naturae. 
Anisus:
leucostoma · 
septemgyratus · 
spirorbis · 
vortex · 
vorticulus

Gyraulus:
acronicus · 
albus · 
chinensis · 
crista · 
laevis · 
parvus · 
riparius · 
rossmaessleri

Planorbarius:
corneus · 
†peetersi · 
Planorbella:
anceps · 
duryi · 
trivolvis · 
Planorbis:
carinatus · 
planorbis

Overig:
Bathyomphalus contortus · Helisoma nigricans · Hippeutis complanatus · Menetus dilatata · Segmentina nitida